# Dan Gawrecki
Dan Gawrecki (ur. 23 grudnia 1943 we Frydku, zm. 3 marca 2025) – czeski historyk, specjalizujący się w historii najnowszej; nauczyciel akademicki, związany z śląskimi uniwersytetami w Czechach i Polsce.

## Życiorys
Urodził się w 1943 roku w Frydku na obecnym czeskim Śląsku. Po ukończeniu szkoły elementarnej, a następnie średniej podjął studia na Uniwersytecie Palackiego w Ołomuńcu, gdzie studiował historię i filologię rosyjską, uzyskując tytuł magistra w 1965 roku. Bezpośrednio po tym został zatrudniony na swojej macierzystej uczelni jako asystent (do 1968 roku), jednocześnie pisząc pracę doktorską, którą obronił w 1969 roku, uzyskując stopień naukowy doktora (PhDr) na podstawie pracy pt. Bund der Deutschen und Sudetendeutsche Partei.
W 1968 roku znalazł zatrudnienie w Śląskim Oddziale Czechosłowackiej Akademii Nauk w Opawie, gdzie kolejno pełnił funkcję adiunkta (do 1973 roku), kierownika wydziału (do 1983 roku), zastępcy dyrektora (do 1988 roku) i dyrektora (do 1991 roku). Poza tym był redaktorem naczelnym czasopisma Slezský sborník, wydawanego przez ten oddział Czechosłowackiej Akademii Nauk w latach 1974-2001.
W 1977 roku w siedzibie Czechosłowackiej Akademii Nauk w Pradze otrzymał tytuł naukowy kandydata nauk (Csc.) na podstawie rozprawy nt. Německé obranné spolky v habsburské monarchii a ČSR 1880-1938 (Niemieckie stowarzyszenia obronne na terenach Austro-Węgier i Czechosłowacji 1880-1938).
W 1993 roku rozpoczął działalność dydaktyczną w Uniwersytecie Śląskim w Opawie (do 30 czerwca 2008 roku). Pięć lat później uzyskał kolejny tytuł naukowy doktora habilitowanego na podstawie pracy pt. Politické a národnostní poměry v Těšínském Slezsku 1918–1938 (Stosunki polityczne i narodowościowe na Śląsku Cieszyńskim 1918–1938), który nadała mu Rada Wydziału Filozoficznego Uniwersytetu Komeńskiego w Bratysławie. Na opawskiej uczelni wchodził m.in. w składy Rad Wydziałów. Był także redaktorem naczelnym kwartalnika Acta historica et museologia Universitatis Silesianae Opaviensis oraz przewodniczącym rady studiów doktoranckich (2000-2008), a także promotor 20 prac doktorskich. Ponadto w latach 1994-2008 był dyrektorem Instytutu Historii i Muzeologii Uniwersytetu Opawskiego.
Swoje związki z polskimi uczelniami rozpoczął w 1999 roku zostając członkiem Rady Naukowej Uniwersytetu Śląskiego w Katowicach. W 2006 roku prezydent Polski Lech Kaczyński nadał mu tytuł profesora nauk humanistycznych w Warszawie. Od 1 października 2007 roku był zatrudniony w Instytucie Historii Uniwersytetu Opolskiego na stanowisku profesora nadzwyczajnego, gdzie prowadził następujące przedmioty: proces kształtowania się pograniczy w Europie Środkowej, rozwój parlamentaryzmu w Europie od schyłku XVIII wieku do I wojny światowej, historia powszechna XIX wieku, modernizacja Śląska w XIX wieku, wykład monograficzny, proseminarium XIX/XX wieku oraz seminarium licencjackie.

## Publikacje
Do jego najważniejszych publikacji należą:
- Dělnické hnutí na Opavsku. 1, Vývoj dělnického hnutí do založení Komunistické strany Československa, Opava 1981.
- Politické a národnostní poměry v Těšínském Slezsku 1918–1938, Český Těšín 1999.
- Dějiny Českého Slezska, t. 1 i 2, Opava 2003, współredaktor.
- Historia Górnego Śląska. Polityka, gospodarka i kultura europejskiego regionu, Gliwice 2011, współautor.
- Jazyk a národnost ve sčítáních lidu na Těšínsku v letech 1880-1930. Český Těšín: Muzeum Těšínska, 2017.